# Podallea tansanica
Podallea tansanica is een insect uit de familie van de Berothidae, die tot de orde netvleugeligen (Neuroptera) behoort. 
Podallea tansanica is voor het eerst wetenschappelijk beschreven door U. Aspöck & H. Aspöck in 1996.